# Louise Elizabeth Garden MacLeod
Louise Elizabeth Garden – MacLeod (Londres, 25 de abril de 1857 - 1944) fue una artista y educadora artística estadounidense de origen inglés. En 1887, cofundó la Escuela de Arte y Diseño de Los Ángeles con la Sra. J. Dalton Bond, que fue la primera escuela de arte que se constituyó en la zona.

## Biografía
Louise Elizabeth Garden nació en Londres, Inglaterra, el 25 de abril de 1857. Comenzó a estudiar arte a una edad temprana y cuando era adolescente asistió a la Royal School of Art de Londres en South Kensington. Fue en la Royal School of Art donde estudió con N. G. Green, instructora de la familia real británica, además de alumna de George Lesile, Henry Fiske, Richard Eschke y Leandro Ramón Garrido. También estudió en Whistler's School (también conocida como Académie Carmen) en París, Francia.
En 1887, se mudó de Londres a Los Ángeles, California, con la esperanza de que el clima más templado mejorara su salud. Ese mismo año, cofundó la Escuela de Arte y Diseño de Los Ángeles con J. Dalton Bond, siendo la primera escuela de arte establecida en el área.
En 1890, se casó con Malcolm MacLeod, un inventor escocés que la ayudó a dirigir la escuela de arte. Estuvieron casados hasta la muerte de MacLeod en 1914.